# 西胡林天主堂
西胡林天主堂，全名天主教北京教区西胡林圣母无染原罪堂，位于北京市大兴区榆垡镇西胡林村，隶属天主教北京教区。

## 简介
西胡林天主堂东临106国道北京野生动物园，西望万亩梨花御园，南临永定河床西瓜园，北临榆垡开发区。1900年，孟若望神父在西胡林村建堂，占地面积2800平方米。建筑面积180平方米，配房30多间。1936年至1937年，徐文禄（Shu Jean）兴建北房五间，作为住房及客厅，建筑面积150平方米。1949年，李秀（Ly Joseph）任本堂牧灵。1953年，徐振铎（Shu Jean-Baptiste）任本堂牧灵。1958年至1987年间，该教堂停止宗教活动，为村公所占用。其间，1970年教堂被破毁。1986年，该教堂重建。1987年12月8日，北京教区傅铁山主教为新教堂祝圣开堂，新教堂面积约280平方米（长30米，宽9.5米，高12米），仿南堂建筑风格，灰砖立面，采用中国祥云造型装修，以圣母无染原罪为主保，故人称“小南堂”。南小院有14间北房面积250平方米，门房面积12平方米，西房11间面积217.8平方米（2001年因变成危房而拆除改为绿地）。神父住在北房五间面积148平方米。教堂整个院落占地面积4454平方米（长120米，宽37米）。但当时仍有30亩地未落实政策归还教会。
1993年5月，王学群（圣名玛窦）任本堂牧灵，开展宗教活动，教徒625人，125户。1995年兴建圣母山。圣母山设在入口处第一进院落西侧。1995年10月，宋占平（圣名安多尼）任本堂牧灵。1996年4月，陈燕宾（圣名若瑟）任本堂牧灵，任内修建圣母山院墙。1999年12月，肖恩孝（圣名若望）任本堂牧灵，任内开办主日学100多人，并拆除上文提到的西房14间种植花木。2002年8月，孙永书（圣名若瑟）任本堂牧灵。2003年普查得知该堂区教徒人数共600余人，进行了圣事登记，同时还开设慕道班、电子琴班。2004年集资修缮教堂。2004年12月，宋占军（圣名若翰）任本堂牧灵，任内他曾在中国天主教神哲学院、中国人民大学进修。2007年2月，韩斌国（圣名伯多禄）任本堂牧灵。2007年3月危房改造，拆除北房五间，同年7月建成小楼14间。2009年8月修路并安装路灯。韩斌国任内开展了四旬期避静神工、君王节傅油圣事，培养了慕道班教师、青年学生圣召，举办了教徒读经班。到2010年代初，西胡林村人口1800余人，其中教徒640余人。
2012年，“西胡林天主堂”被列为北京市大兴区普查登记文物。

## 主任司铎
- 赵建敏神父（1989年9月—1992年9月，北京天主教神哲学院教务处主任代理）[4]

……
- 王学群神父（1993年5月—1995年10月）
- 宋占平神父（1995年10月—1996年4月）
- 陈燕宾神父（1996年4月—1999年12月）
- 肖恩孝神父（1999年12月—2002年8月）
- 孙永书神父（2002年8月—2004年12月）
- 宋占军神父（2004年12月—2007年2月）
- 韩斌国神父（2007年2月—2011年）
- 宋占平神父（2011年2月—2014年，同时负责黄村祈祷所牧灵工作）
- 罗春海神父（2014年—，同时负责黄村祈祷所牧灵工作）[5]

## 附：黄村祈祷所
黄村祈祷所创建时，最初租用黄村镇西北小陈庄村的胡同内的四间民房作为临时祈祷所。每周主日有神父前来举办一台弥撒。参加弥撒的教友从十多人逐渐增加到数十人。2007年10月，小陈庄村拆迁，包括临时祈祷所在内的小陈庄村房屋被全部夷为平地。2008年5月，黄村一位教友捐出了在黄村的亚多橱柜厂中的一处职工宿舍（位于北京市大兴区第一职业学校佟前路与芦求路交叉十字路口南200米路东），无偿提供给教友作为弥撒点。2008年10月，芦求路要拓宽，包括这处房屋在内的路两侧建筑要拆除。同年11月，这位教友在厂房宿舍被拆除之后，又为教友们提供了职工食堂作为弥撒点。职工食堂为平房，是职工每天用餐的场所，每主日举办弥撒后，需要将该食堂恢复原样。此后，这位教友在食堂上部又专为弥撒点加盖了二层。2009年复活节，弥撒点搬进了二层。2012年，亚多橱柜厂被拆除夷为平地，黄村祈祷所因此迁离。此后黄村祈祷所又租到一处新址。2013年5月，新址的进一步装修完成，室内布置更加整洁庄严。2010年代，黄村祈祷所一直属于西胡林堂区。黄村祈祷所位于黄村滨河东里公交站附近。